# Læsø (obec)
Læsø Kommune je dánská komuna v regionu Nordjylland. Vznikla roku 2007 po dánských strukturálních reformách. Zaujímá oblast 118,4 km², ve které v roce 2017 žilo 1 793 obyvatel.
Centrem kommune je obec Byrum.

## Sídla
V Læsø Kommune se nachází 3 obce.
| Sídla        | Obyvatel (2017) |
| ------------ | --------------- |
| Byrum        | 438             |
| Vesterø Havn | 371             |
| Østerby Havn | 267             |